# Efterskole

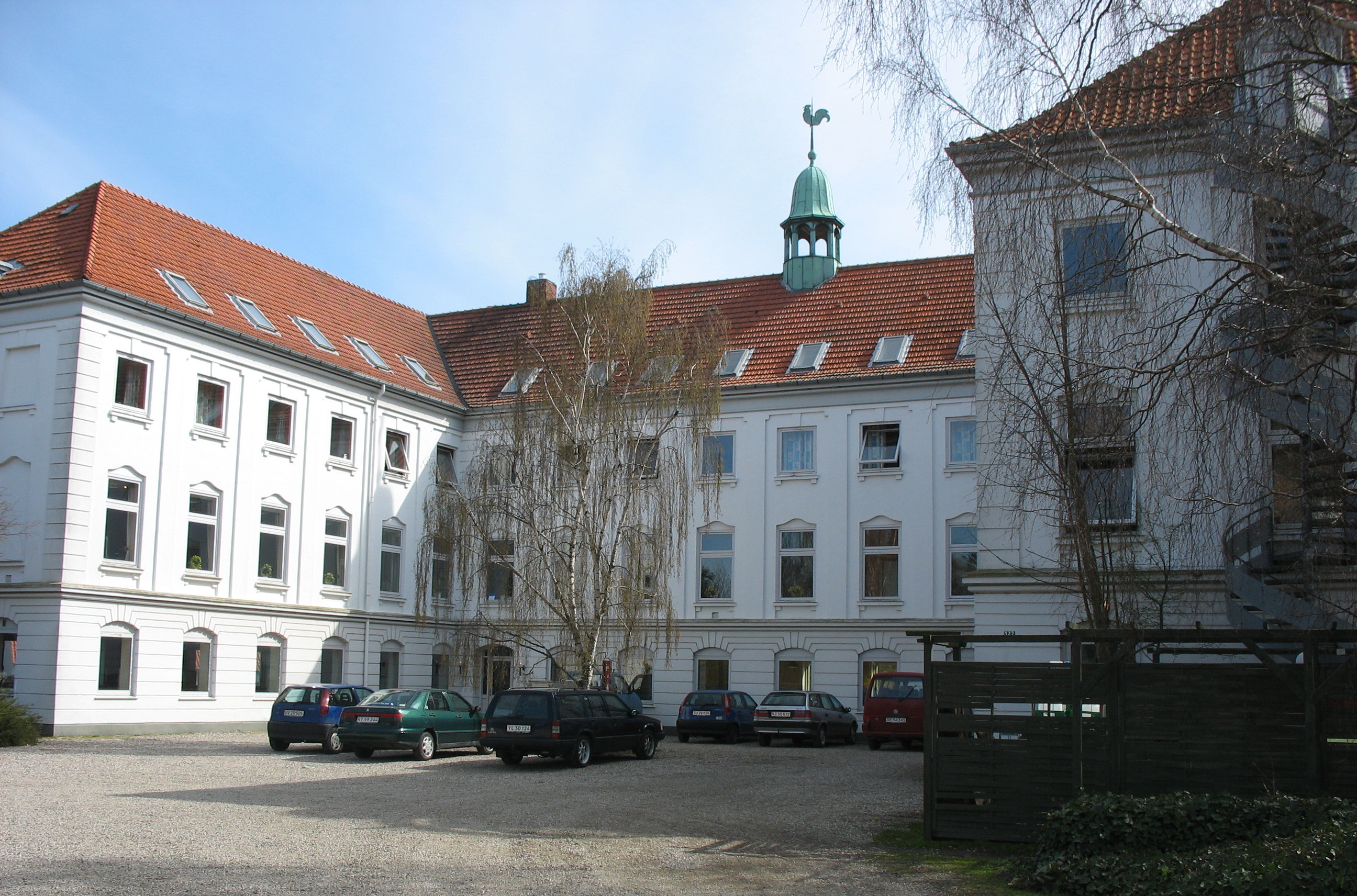
Odsherreds Efterskole, eine traditionelle grundtvig-kold’sche Nachschule auf Seeland

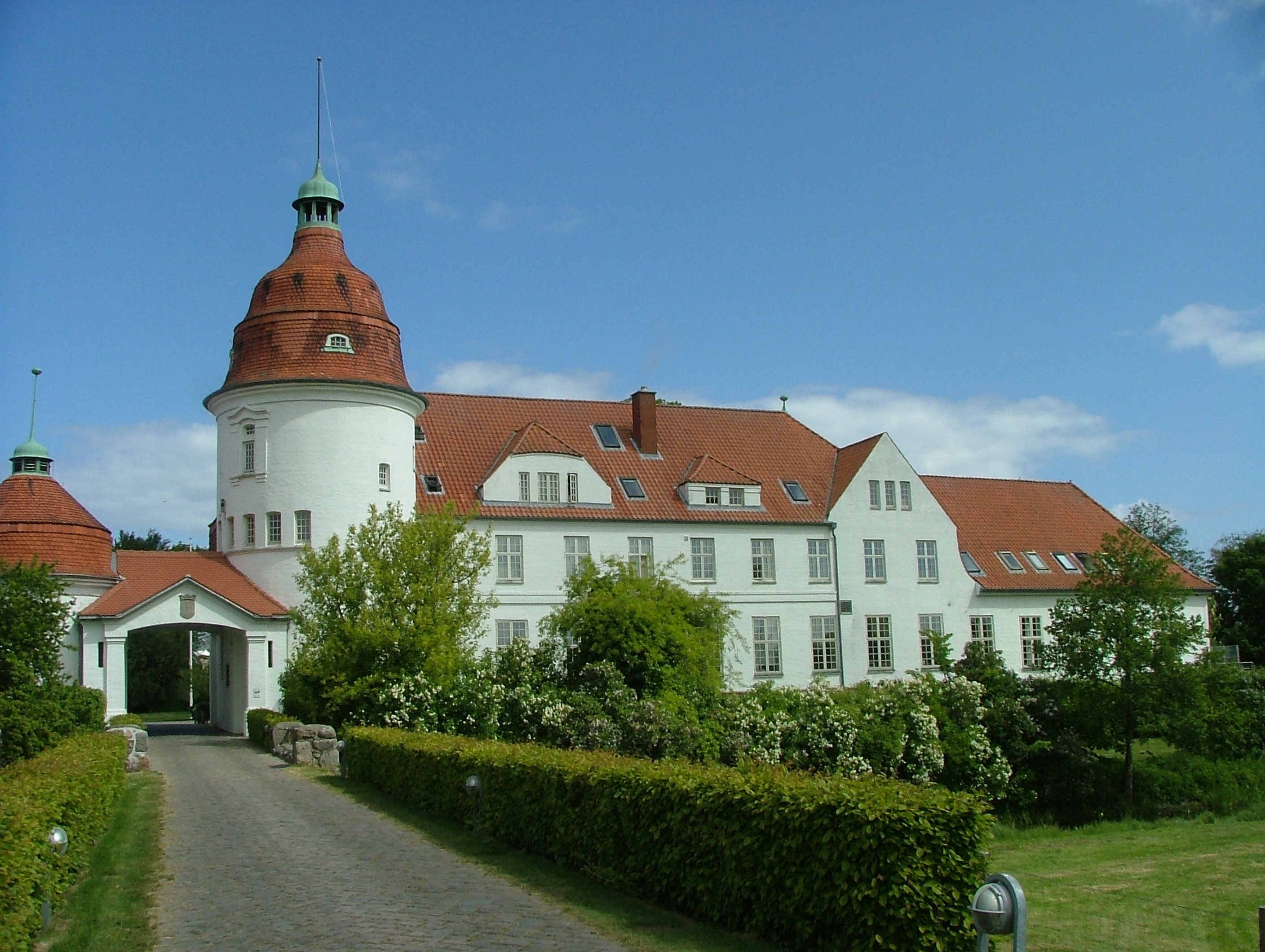
Nordborg Slots Efterskole in Nordschleswig

Die Efterskole (wörtlich übersetzt „Nachschule“, auch „Jugendheimvolkshochschule“ oder „Fortbildungsschule“) ist eine freie Schulform in Dänemark für Jugendliche zwischen 14 und 18 Jahren.
Die Nachschulen sind ein auf Jugendliche gerichtetes Pendant zur Folkehøjskole (dänisch). Die Nachschulen sind eine dänische Besonderheit, die in den anderen skandinavischen Ländern unbekannt ist. In Dänemark gibt es etwa 250 Nachschulen, die jährlich von etwa 25.000 Schülern besucht werden. Der Name Nachschule basiert auf dem Umstand, dass es bei deren Gründung in Dänemark eine siebenjährige Schulpflicht gab (folkeskole), sodass Nachschulen den Unterricht ab der 8. Klasse fortsetzten.
Alle Nachschulen sind freie Internatsschulen, wo das Zusammenleben zwischen den Schülern eine zentrale Rolle spielt. Die Schulen sehen es als ihre Aufgabe, nicht nur Schulunterricht zu gestalten, sondern sich für die gesamte Entwicklung des einzelnen Schülers einzusetzen. Alternativer Unterricht und kreative Fächer spielen oft eine größere Rolle als im öffentlichen Schulsystem (vergleiche Bildungssystem in Dänemark). Die Nachschulen bieten eine Vielfalt an Lebensanschauungen und Fachangeboten, aber die meisten Schulen sind der freiheitlichen Tradition der Heimvolkshochschulbewegung entsprungen.
Die Schulen sind selbsttragend, aber in einigen Fällen mit einer allgemeinen Organisation verbunden (z. B. christliche, kirchliche, Pfadfinder- oder Arbeiterorganisationen). Die Schulen werden hauptsächlich über staatliche Zuschüsse finanziert und werden vom Unterrichtsministerium beaufsichtigt.

## Geschichte

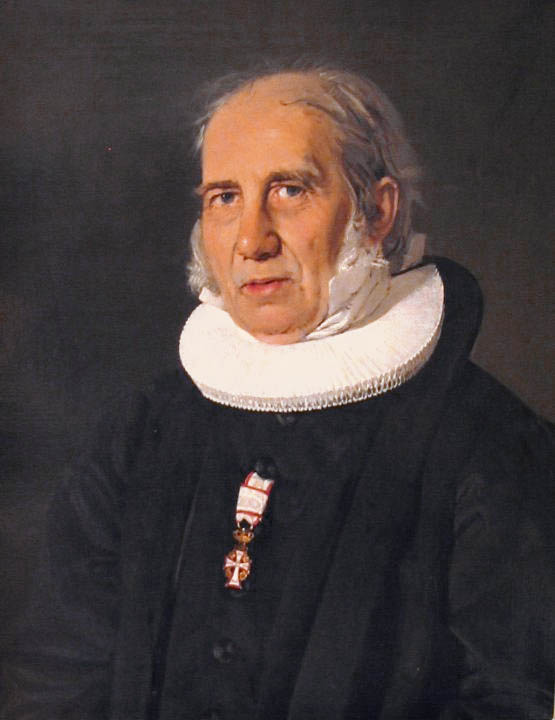
N.F.S. Grundtvig (1783–1872), Volksaufklärer und Begründer der Volkshochschulbewegung

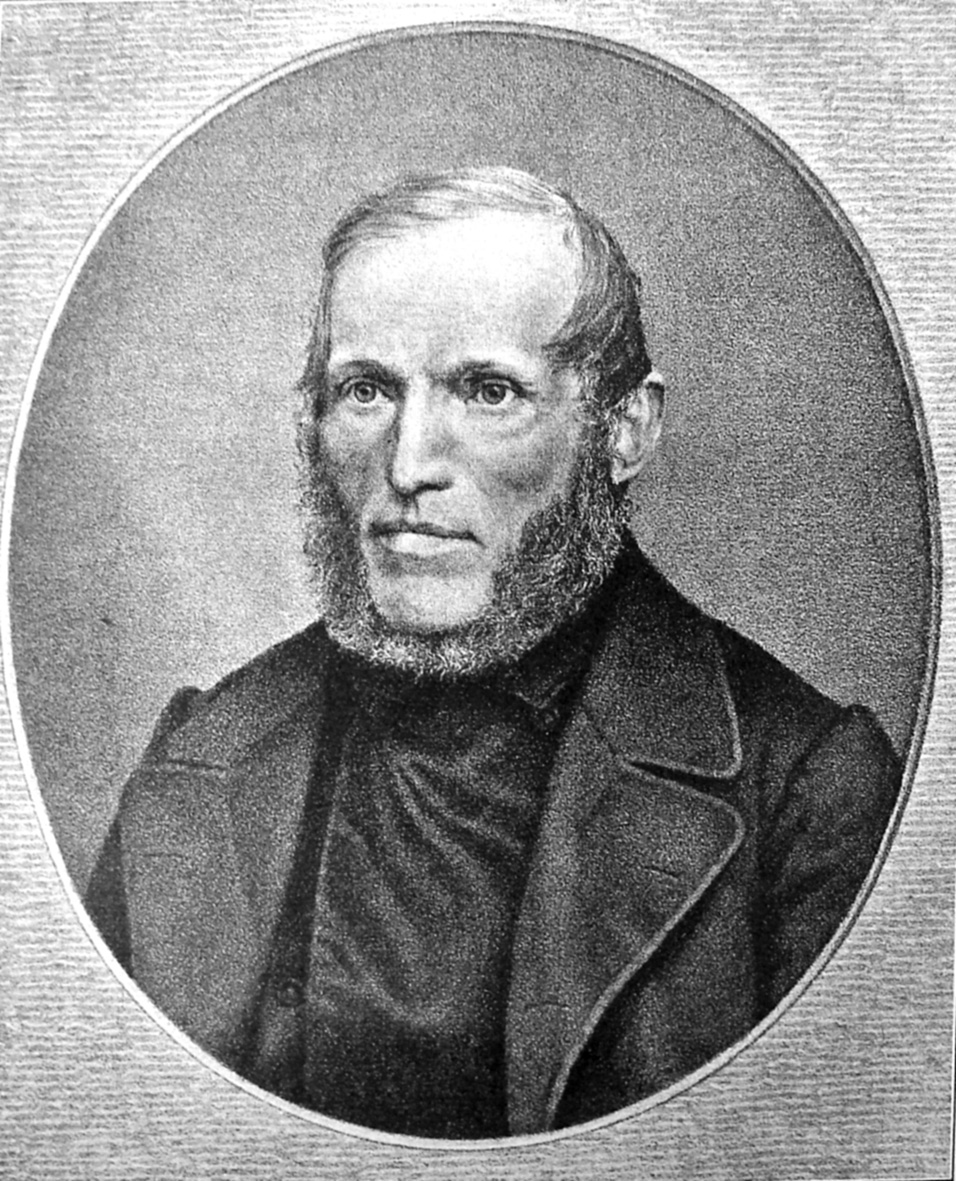
Der Pädagoge und Lehrer Christen Kold (1816–1870)

Die Nachschulen sind im 19. Jahrhundert aus den Kreisen um die dänischen Volkshochschulbewegung entstanden. Wichtige Personen dahinter waren der Pastor Nikolai Frederik Severin Grundtvig und der Pädagoge Christen Kold. Daher nennen sich viele freie Schulen und Nachschulen „Grundtvig-Kold’sch“, ein Begriff, der ein Bekenntnis zu freiheitlichen Werten, freier Pädagogik, Aufklärung und Teilnahme an der Demokratie anzeigt. Die Vermittlung nordischer Mythologie, biblischer Geschichte, nationaler Geschichte und Literatur waren auch Schwerpunkte der Grundtvigschen Tradition, aber diese Themen spielen heute meistens eine kleinere Rolle als früher.
Die Schulen richteten sich früher besonders an die ländliche Bevölkerung, mit einem kleinen Anteil von „Problemjugendlichen“ aus den Großstädten. Damals war ein Schwerpunkt der Landwirtschafts- und Haushaltsunterricht für Jungen bzw. Mädchen. Heute noch befinden sich die meisten Nachschulen in Dörfern oder Landgebieten, was für die Entwicklung einer guten Gemeinschaft zwischen den Schülern als günstig erachtet wird.
Die erste Nachschule wurde 1851 in Ryslinge auf Fünen gegründet. Nachdem Schleswig 1864 an Preußen gegangen war, wurden ab 1874 eine Reihe von Nachschulen nördlich der neuen deutsch-dänischen Grenze errichtet. Diese wurden als Internatsschulen eingerichtet, um dänischen Nordschleswigern einen dänischen Schulunterricht zu ermöglichen, ohne dass sie die Grenze täglich überqueren mussten.
1879 wurde Galtrup Efterskole auf der Insel Mors in Nordjütland gegründet, die älteste heute noch bestehende Nachschule.
1930 wurde das erste Gesetz über Nachschulen verabschiedet. Demnach erhalten die Schulen Staatszuschuss, was Schülern aus breiteren Kreisen ermöglichte, eine Nachschule zu besuchen.
In den 1960er Jahren sank die Anzahl von Schülern in den Nachschulen. Es wurde deshalb überlegt, ob man die Schulform der Heimvolkshochschule verlassen soll und die Nachschulen in Richtung der öffentlichen Volksschule verändern soll (mit festem Pensum und Prüfungen). 1967 wurde es den Nachschulen erlaubt, einige öffentlich anerkannten Prüfungen abzunehmen, und seit 1975 dürfen die Nachschulen alle Prüfungen der Volksschule anbieten. Seit dieser Zeit haben die Nachschulen die informelle Tradition der Volkshochschulbewegung verlassen, aber die besondere Lebensform und die Idee des „Lernens für das Leben“ lebt fort. Die einzelnen Nachschulen versuchen, zwischen der traditionellen Vision der freien Schulen, den Forderungen des dänischen Staates und verschiedenen pädagogischen Ideen zu balancieren.
Von 1975 bis 2000 verdoppelte sich die Anzahl der Nachschulen sowie auch deren jährliche Schüleranzahl. 1996 wurde das Gesetz verschärft, so dass nur freie und unabhängige Nachschulen Staatszuschüsse erhalten können. Hintergrund war das Ausnutzen der bis dahin sehr liberalen Gesetzgebung durch das Tvind-Schulimperium, das öffentliche Zuschüsse in einen Gemeinschaftsfond wandern ließ. Die Tvind-Schulen verloren danach ihre Staatsfinanzierung.
Seit dem Jahr 2000 muss jede Nachschule ihre spezifischen Basiswerte und Ziele beschreiben. Eine kritische Selbstevaluation muss am Ende jedes Schuljahres stattfinden. Diese Neuheiten ähneln Regeln, die im übrigen Schulsystem und im öffentlichen Sektor eingeführt wurden.

## Pädagogik und Alltag
Heute werden die Nachschulen von Schülern aus allen Bevölkerungssegmenten besucht. Reine Jungen- bzw. Mädchenschulen sind sehr selten. Das Fachangebot umfasst meistens die allgemeinen Schulfächer, oft mit erweiterten Möglichkeiten für kreative Fächer wie Kunst, Theater oder Sport.
Eine zunehmende Zahl von Nachschulen richtet sich gezielt an Schüler mit besonderen Interessen wie z. B. Freiluftsport, Gymnastik, Umweltkunde, Musik, Segeln, Fischerei, Landwirtschaft, Sprachen, Schach, Rollenspiel, Film oder Computer. Ähnlich wie im Fall der Heimvolkshochschulen ist diese Profilierung oft eine Notwendigkeit, um sich den Interessen der Jugendlichen anzupassen. Entsprechend wurden einige Nachschulen hochwertig ausgestattet.
Einige Schulen richten sich an Dyslektiker, Blinde, Lernbehinderte oder andere Funktionsgehemmte, während diese Schülergruppen von anderen Schulen integriert unter anderen Schülern aufgenommen werden. Ein sehr kleiner Teil der Nachschulen legt das Hauptgewicht auf theoretische Fächer mit einem Lehrprogramm, das noch etwas „konservativer“ als die dänische Volksschule ist.
Die durchschnittliche Nachschule beherbergt 85 Schüler. Die Schüler nehmen an häuslichen Aufgaben wie z. B. Küchendienst und Saubermachen teil. An den Wochenenden kann man entweder in der Schule bleiben (oft wird ein Freizeitprogramm veranstaltet) oder nach Hause zu den Eltern fahren. Viele Schulen haben jedoch bestimmte Pflichtwochenenden, wo alle Schüler anwesend sind. Exkursionen und Reisen gehören zum Jahresprogramm der meisten Nachschulen.
In Frage von Disziplin sind die Nachschulen recht unterschiedlich. Die meisten Nachschulen folgen relativ liberalen Prinzipien von „Freiheit und Verantwortung“. Das Bedürfnis an fest definierten Regeln, Tagesschemen, Lese- und Ruhestunden variiert. Alkohol, Drogen (und oft auch Rauchen) sind meistens streng untersagt. Aktive Teilnahme im Unterricht sowie im sozialen Leben wird gefordert.
Oft beginnt der Tag mit einem Morgenkreis, bei dem Lieder aus dem Folkehøjskolens Sangbog (Liederbuch der Heimvolkshochschulen) gesungen werden. Gegebenenfalls wird über gesellschaftliche Ereignisse informiert (in manchen Schulen werden die Radionachrichten vorgespielt) und danach diskutiert. Schulangelegenheiten können besprochen werden, zum Teil gibt es hierfür ein wöchentliches Plenum. In christlichen Schulen gibt es auch Andachten.
Die Lehrer haben, ähnlich wie Lehrer der Heimvolkshochschulen, unterschiedliche Hintergründe, die von einer allgemeinen Lehrerausbildung über einem akademischen Hintergrund bis zur Berufstätigkeit reichen. Meistens wohnen die Lehrer (oder ein Teil von ihnen) in der Nachschule oder in der unmittelbaren Nähe.
Während einige Schulen auf ein Schuljahr begrenzt sind, bieten andere Unterricht von der 8. bis 10. (ggf. 11.) Klasse an. Die meisten Schüler bleiben nur ein Jahr auf der Schule.

### Jugendschulen
Einige Nachschulen nennen sich traditionell Ungdomsskole („Jugendschule“), aber unterscheiden sich nicht von den übrigen Nachschulen. Diese Bezeichnung kann jedoch auch auf kommunalen Freizeitunterricht für 14-bis-18-Jährige hinweisen.

### Noten und Prüfungen
Während die Abwesenheit von Noten und Prüfungen einmal Herzenssache für die freien Schulen war, haben sich die meisten Nachschulen schon lange in dieser Beziehung dem öffentlichen Schulsystem angepasst. Die Frage ist aber nicht unumstritten.
Die übergroße Mehrheit der Schulen bieten den Abschluss der 9. bzw. 10. Klassenstufe der dänischen Volksschule (Folkeskolen) an, damit der Aufenthalt völlig integrierbar im übrigen Schulsystem ist.
Eine kleine Minderheit der Nachschulen halten sich strikt an die Tradition der Heimvolkshochschulbewegung, nachdem freier Unterricht, das „lebende Wort“ und die Entwicklung des „ganzen Menschen“ mit Prüfungen unvereinbar sind. Diese Schulen bieten demnach keine Prüfungen an. Schüler können jedoch nach Wunsch die Prüfungen auf einer anderen Schule (Nachschule, freie oder öffentliche Schule) in der Nähe ablegen und einen Abschluss erhalten.

### Grönländische Schüler
Die Geografie auf Grönland begrenzt die Schulmöglichkeiten für viele Grönländer. Über 200 grönländische Schüler besuchen jährlich eine dänische Nachschule.

## Ökonomie
Die Eltern bezahlen für den Aufenthalt. Jedoch können staatliche Zuschüsse erhalten werden, deren Höhe vom Einkommen der Eltern abhängig ist. In einigen Fällen bezahlt die Wohngemeinde des Schülers auch einen weiteren Zuschuss.
Bei einem Brutto-Schulgeld von Kr. 1600 (€ 215) pro Woche beträgt die niedrigste Eigenzahlung Kr. 640 (€ 86) pro Woche (bei einem Jahreseinkommen der Eltern unter Kr. 295.000 (€ 39.700)). Die höchste Eigenzahlung beträgt in diesem Fall Kr. 1123 (€ 151) pro Woche (bei einem Jahreseinkommen der Eltern über Kr. 820.000 (€ 110.350)).

## Nachschulen der Minderheiten im deutsch-dänischen Grenzgebiet
Jedes Jahr nehmen auch ca. 120 Schüler aus Deutschland (meist aus den Dänischen Schulen in Südschleswig)  teil. In der Regel werden sie vom Dänischen Schulverein für Südschleswig betrieben, wie zum Beispiel die Ladelund Ungdomsskole, die eine Nachschule nach dänischem Vorbild ist. Die Schule wurde 1982 gegründet und hat seitdem im Durchschnitt jährlich 55 Schüler, die hauptsächlich aus den dänischen Schulen in Südschleswig kommen, aber pro Jahr besuchen auch ca. fünf Schüler aus Dänemark die Schule. Die meisten Schüler verlassen die Schule mit dem Hauptschulabschluss nach schleswig-holsteinischem Lehrplan.
Nördlich der Grenze wird die Deutsche Nachschule Tingleff von der deutschen Minderheit in Nordschleswig betrieben. Die Schule wurde ursprünglich 1905 als Heimvolkshochschule gegründet, aber funktioniert seit 1951 als Nachschule. Jährlich besuchen etwa 100 Schüler die Schule, von denen die Hälfte aus Dänemark und die Hälfte aus Deutschland kommen, zudem gibt es meistens 3–5 Schüler aus Drittländern. Ein zentrales Angebot der Schule ist der Deutschunterricht im zweisprachigen Alltag. Nach der 9. Klasse hat der Schüler bei bestandener Prüfung den dänischen Folkeskole-Abschluss und den deutschen Hauptschulabschluss. Der Abschluss der 10. Klasse entspricht dem deutschen Realschulabschluss.